# Konrad Heinze
Konrad Heinze (* 30. November 1943 in Zwickau; † 28. September 2020) war ein deutscher Kommunalpolitiker (CDU).

## Leben
An der Bergakademie Freiberg studierte Heinze von 1963 bis 1968 Geophysik. Er war zunächst in der Erdölerkundung beim VEB Geophysik Leipzig tätig. Mit einem betriebswirtschaftlichen Zusatzstudium qualifizierte er sich von 1969 bis 1971 an der Bergakademie weiter. Anschließend arbeitete er bis 1990 im VEB Bergbau- und Hüttenkombinat „Albert Funk“ Freiberg im Bereich der EDV-Projektierung.
Im Herbst 1989 gehörte Heinze zu den Initiatoren von Gesprächsforen in der Freiberger Petrikirche, ebenso war er vor Ort Teilnehmer am Runden Tisch. Im Februar 1990 trat er in die CDU ein. Bei den Kommunalwahlen in der DDR 1990 wurde er am 6. Mai 1990 in die Stadtverordnetenversammlung der Stadt Freiberg gewählt. Von dieser wurde er im Juni 1990 zum ersten frei gewählten Bürgermeister der Stadt nach der friedlichen Revolution in der DDR bestimmt. Bei den Kommunalwahlen in Sachsen 1994 wurde er in Direktwahl im Amt bestätigt. Seit 1997 führte er den Titel Oberbürgermeister. Während seiner beiden Amtszeiten wurden u. a. die Freiberger Stadtwerke wieder gegründet, verschiedene Gewerbegebiete angelegt, verschiedene Schulen und die Nikolaikirche saniert sowie 1992 der erste Tag der Sachsen ausgetragen. Nach Ende der Amtszeit 2001 arbeitete er bis zum Renteneintritt 2008 als Projektleiter in der Wasserwirtschaft. Politisch aktiv blieb er als Kreisrat im Landkreis Mittelsachsen sowie von 2009 bis 2019 als Stadtrat in Freiberg.
Heinze wurde Mitglied der Studentenverbindung Verein Deutscher Studenten Freiberg, nachdem diese nach der Wiedervereinigung an die Bergakademie zurückgekehrt war. Bereits sein Vater hat dieser Verbindung angehört.

## Ehrung
- Sächsische Verfassungsmedaille (2000)[3]